# Liste von Infanteriegewehren
Dies ist eine unvollständige Liste von Infanteriegewehren, eine Übersicht von Handfeuerwaffen A bis Z findet sich in der Liste der Handfeuerwaffen.
- Deutschland:
  - Infanteriegewehr von 1809, siehe Infanteriegewehr M/1809
  - Infanteriegewehr von 1840, siehe Dreyse-Zündnadelgewehr
  - Infanteriegewehr von 1857, siehe Vereinsgewehr 1857
  - Infanteriegewehr von 1858, siehe Infanteriegewehr M/1858
  - Infanteriegewehr von 1869, siehe Werder-Gewehr M/1869
  - Infanteriegewehr von 1871, siehe Mauser Modell 71
  - Infanteriegewehr von 1888, siehe Gewehr 88
  - Infanteriegewehr von 1898, siehe Mauser Modell 98
  - Infanteriegewehr von 1940, siehe Gewehr 33/40
  - Infanteriegewehr von 1941, siehe Gewehr 41
  - Infanteriegewehr von 1943, siehe Fallschirmjägergewehr 42
  - Infanteriegewehr von 1943, siehe Gewehr 43
  - Infanteriegewehr von 1943, siehe Sturmgewehr 44
  - Infanteriegewehr von 1945, siehe Sturmgewehr 45
  - Infanteriegewehr von 1945, siehe Volkssturmgewehr VG 1-5
  - Infanteriegewehr von 1959, siehe HK G3
  - Infanteriegewehr von 1993, siehe HK G11
  - Infanteriegewehr von 1997, siehe HK G36
  - Infanteriegewehr von 2019, siehe HK G95k

- Schweiz:
  - Infanteriegewehr von 1869, siehe Vetterligewehr
  - Infanteriegewehr von 1893, siehe Karabiner 1893
  - diverse danach eingeführte Langwaffen, siehe Schmidt-Rubin
  - Infanteriegewehr von 1931, siehe Karabiner 31
  - Infanteriegewehr von 1959, siehe SIG 510
  - Infanteriegewehr von 1977, siehe SIG 540
  - Infanteriegewehr von 1981, siehe SIG 550

- Japan:
  - Infanteriegewehr von 1880, siehe Murata-Gewehr
  - Infanteriegewehr von 1897, siehe Arisaka Typ 30
  - Infanteriegewehr von 1905, siehe Arisaka Typ 38
  - Infanteriegewehr von 1939, siehe Arisaka Typ 99
  - Infanteriegewehr von 1943, siehe TERA-Gewehr
  - Infanteriegewehr von 1944, siehe Typ 4 Gewehr

- Vereinigte Staaten von Amerika:
  - Infanteriegewehr von 1862, siehe Henry-Gewehr
  - Infanteriegewehr von 1863, siehe Spencer (Gewehr)
  - Infanteriegewehr von 1866, siehe Springfield Model 1866
  - Infanteriegewehr von 1873, siehe Springfield Model 1873
  - Infanteriegewehr von 1903, siehe Springfield M1903
  - Infanteriegewehr von 1917, siehe M1917 (Gewehr)
  - Infanteriegewehr von 1936, siehe M1 Garand
  - Infanteriegewehr von 1941, siehe Johnson M1941 (Gewehr)
  - Infanteriegewehr von 1942, siehe M1 Carbine
  - Infanteriegewehr von 1957, siehe M14 (Gewehr)
  - Infanteriegewehr von 1960, siehe M16 (Gewehr)
  - Infanteriegewehr von 1991, siehe Colt M4